# 馬蒂亞·隆巴多
馬蒂亞·隆巴多（義大利語：Mattia Lombardo；1995年2月14日—）是意大利足球運動員。在場上的位置是中場。他現在效力於意大利足球甲級聯賽球隊桑普多利亞足球俱樂部。